# Antoine Hennequin
Antoine Louis Marie Hennequin, född den 22 april 1786 i Clichy-la-Garenne, död den 10 februari 1840 i Paris, var en fransk advokat.
Hennequin, som var en ivrig legitimist, uppträdde efter julirevolutionen 1830 inför pärskammaren till ministrarna Polignacs och Peyronnets försvar och blev 1832, efter hertiginnans av Berry arrestering, hennes juridiska biträde. År 1834 blev han deputerad. Hennequin utgav bland annat Le régime des hypothèques (1822) och Traité de législation (1838).